# Tadeusz Jakubowski (weterynarz)
Tadeusz Jakubowski (ur. 1950) – polski lekarz weterynarii, doktor nauk weterynaryjnych specjalność: choroby trzody chlewnej i choroby zwierząt futerkowych, epizootiologia, adiunkt w Zakładzie Chorób Zakaźnych i Epidemiologii Wydziału Medycyny Weterynaryjnej SGGW w Warszawie, były prezes Krajowej Rady Lekarsko-Weterynaryjnej.
Praca w samorządzie:
- skarbnik Izby Warszawskiej w II kadencji
- prezes Rady Izby Warszawskiej
- członek Krajowej Rady w III kadencji
- prezes Rady Izby Warszawskiej w IV kadencji
- prezes Krajowej Rady Lekarsko-Weterynaryjnej w IV kadencji